# Grajaú (Maranhão)
Grajaú is een gemeente in de Braziliaanse deelstaat Maranhão. De gemeente telt 56.633 inwoners (schatting 2009).
De plaats is zetel van het rooms-katholieke bisdom Grajaú.
De gemeente grenst aan Itaipava do Grajaú, Barra do Corda, Arame, Jenipapo dos Vieiras, Formosa da Serra Negra en Sítio Novo.